# イメージディセクタ
イメージディセクタ（英語: Image dissector）は最初期の撮像管。

## 概要
1927年にフィロ・ファーンズワースによって開発された。テレビの工程の最初の段階を担う部分であり、画質を左右する。
画像を全電子的な方法に変換する最初の素子だった。ファーンズワースは1930年にアメリカ合衆国特許第 1,773,980号を取得した。
構造は真空管の内部に仕事関数の小さい光電物質を塗布した膜を置き、そこに外部からレンズを通して画像を結像して光電物質に光が当たるとその強度に応じて光電効果によって光電子が放出され、それを走査して光電面の画像を時系列的な信号に変換する。
光電変換の効率が低く蓄積型ではなかったので感度が低かったために実用には供されなかった。

## 特許
- アメリカ合衆国特許第 1,773,980号
- アメリカ合衆国特許第 2,216,265号
- アメリカ合衆国特許第 2,292,111号